# Araruama

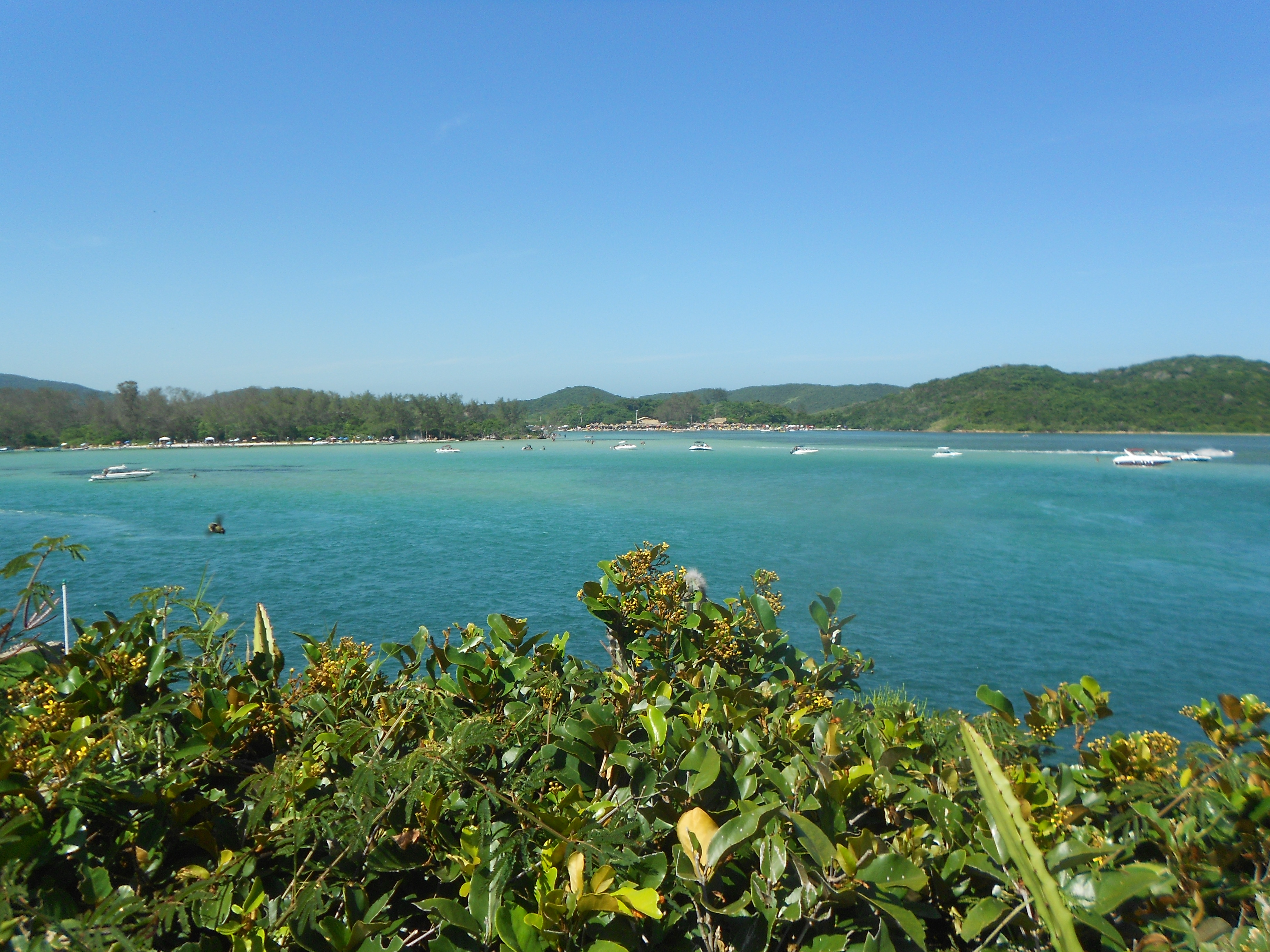
Lago di Araruama

Araruama è un comune del Brasile nello Stato di Rio de Janeiro, parte della mesoregione delle Baixadas Litorâneas e della microregione di Lagos. Il territorio comunale è caratterizzato da alcune pianure e laghi, tra cui il Lago di Araruama e Stagno Juturnaíba. Geograficamente è il più grande comune nella Regione dei Laghi.

## Etimologia
"Araruama" è una parola Tupi. Il suo significato, tuttavia, è controverso. Alcuni sostengono che significa "abbondanza di conchiglie." Altri, che significa "uccello promettente", combinando i termini a'rara ("uccello") e UAMA ("futuro, promettendo che sarà").

## Storia
Il comune di Araruama fu occupata intensamente da Indiani Tupinambás, giardinieri e ceramisti popolazioni di origine amazzonica, presenza sorprendente che ha lasciato i loro villaggi da epoca precoloniale. Urne, ciotole dipinti, oltre a una grande varietà di forme ceramiche utilitarie sono esempi di ciò che può essere trovato in diversi siti archeologici della regione. I villaggi hanno studiato, Morro Grande, in particolare, datato 2200 anni, sono tra le più antiche occupazioni in questo gruppo Tupi in Brasile.
Il sito che attualmente corrisponde al comune di Araruama integrata la fascia di capitano di São Vicente, donato a Martim Afonso de Sousa, ancora in Brasile coloniale (1534), che fino ad allora apparteneva al Portogallo, ma le prime notizie circa l'occupazione del territorio è stata data nel 1575 spedizione attraverso il governatore della capitaneria di Rio de Janeiro, Antonio Salema, che è andato a Cabo Frio e che ha decimato centinaia di francesi e indiani.
Le registrazioni sul territorio di Araruama risalente al 1615, a seguito della fondazione della attuale città di Cabo Frio, che è venuto a promuovere il riconoscimento del fiume San Giovanni e Laguna di Araruama.
Nel 1626, la terra comprendeva dai sesmarias Araruama donati a Manuel Barrato che ha attuato una segheria utilizzando legno del Brasile e di altri legni duri.
Attraverso l'editto del 10 gennaio 1799, ha creato la parrocchia di San Sebastian Araruama, che apparteneva al comune di Cabo Frio fino al 1852, quando, con la legge provinciale n ° 628, entrò a far parte del comune di Saquarema.
Il 6 febbraio 1859, la parrocchia di San Sebastian Araruama fu elevata a città di Araruama dovuta all'estinzione del Borgo di Saquarema.
L'elevazione di Araruama di città si è verificato in 22 gen 1890 per decreto del Governatore Francis Portela.
"Park Hotel" che dà il nome al quartiere, è un edificio storico nella parte alta della attuale Praça João Hélio (nella foto), e oggi ospita una unità di Faetec offre corsi tecnici in Turismo e Ospitalità. È stato inaugurato dal presidente Getúlio Vargas come hotel e casinò nel 1943, e ha funzionato bene fino al 1946, quando il gioco è stato vietato in Brasile. Siamo rimasti fino alla fine del 1990, lasciando pochi anni per trasformare in Faetec.
L'inno della città di Araruama è stata incorporata la storia della città nel 1999 dal compositore Pedro Paulo Pinto Pessoa.
Attualmente, la città è conosciuta in tutto lo Stato di Rio de Janeiro, per la sua vocazione commerciale, e soprattutto per la sua vocazione turistica subito dopo la costruzione dei laghi, Araruama ha subito un processo di grande abbandono turistica, ma negli ultimi anni ha crescita e di recuperare rapidamente, ancor più che in passato. I turisti sono attratti dalle spiagge, in particolare l'oceano, bagnati dalle acque cristalline dell'Atlantico. Sono inoltre piazze attraenti, parchi, centri di gastronomia e centri di intrattenimento.

## Economia
Il comune di economia Araruama cresce abbastanza e vario come ad esempio:
Tourist - che rappresenta una grande percentuale dei distretti principalmente da economica e Iguabinha Praia Seca, tuttavia negli ultimi anni il turismo è cresciuto rapidamente in Araruama con Buzios e le ostriche del fiume, attirando migliaia di turisti e visitatori alle più belle e varie spiagge dello Stato. Dobbiamo anche notare che l'ospitalità della rete (alberghi e pensioni) in Araruama è aumentato di recente dal 2010.
Sale industriale - è piuttosto abbondante in Araruama (estratto principalmente nel quartiere di Praia Seca è uno dei più grandi in tutto lo Stato e l'intero paese), così le industrie principali sono concentrati su di esso, è estremamente buono per la città perché genera poco o nessun inquinamento, mantenendo l'intero equilibrio e l'ecosistema della regione. Industrie di costruzione sono stati installati in Araruama. Tra questi, vi è l'East Building, uno dei più grandi nello Stato di Rio e con sede in città. Industrie di trasformazione generano anche numerosi posti di lavoro in città e sono situati in Industrial Condominio Araruama rive di RJ 124.
Rurale - piantato e cresciuto nei quartieri di Saint Vincent e Morro Grande, che rappresenta la percentuale più bassa di economia della città, ha la sua coltivazione come banana, frutto della passione, cassava, cocco, mandarino, limone e arancio. Anche con una riduzione della produzione, Araruama è ancora il più grande produttore di agrumi, nello Stato di Rio de Janeiro.
Pesca - a nome di tutti i quartieri intorno al Araruama stagno che ha piccoli pesci o frutti di mare come ombrina, gamberi, triglie, Sardine e altri frutti di mare può essere trovata nella laguna, è anche una piccola percentuale di economia, ma gran parte di questa percentuale è il Araruama mercato comunale - conosciuto anche come Mercato del pesce (che è stato recentemente ristrutturato dal Comune). Vi si possono trovare una grande varietà di frutti di mare, crostacei e pesci.
Commerciale - spicca soprattutto per il Centro Araruama e Amaral Peixoto autostrada, i vari edifici e gli edifici, come le banche, l'istruzione superiore, molti negozi, Fast food, centri commerciali, Concessionari, Piazze, bar, pub, ristoranti, supermercati, parcheggi, fiere ecc. Attualmente, i distretti di Villa Capri, Iguabinha, Banana, Spiaggia di Parati e barbuto, in prossimità della Highway Amaral Peixoto sono la più rapida crescita della città, economicamente e populacionalmente.
Settore immobiliare - Araruama è attualmente la più rapida crescita, i valori e si sviluppa in tutta la Regione dei Laghi, conto del motivo per cui la popolazione cresce molto veloce e forte domanda di appartamenti vicino alla spiaggia è cresciuta molto interesse per la costruzione di Araruama, diventando a poco a poco Araruama come la città principale della regione dei laghi. Ciò è dovuto alla centralità del comune nella mappa geografica dello Stato: Araruama è poco più di un'ora dalla città di Rio e di Niterói. Lo stesso tempo che vi porta alla città di Macaè. Vale la pena ricordare anche la vicinanza della città alla Comperj (Complesso Petrolchimico dello Stato di Rio de Janeiro), maggiori investimenti pubblici in corso in Brasile. Araruama al palo, ci vogliono 45 minuti. Attualmente la città investe in attrarre futuri lavoratori Comperj di diventare residenti di Araruama.

## Idrografia
Araruama ha la più grande varietà e diversità di spiagge in tutta la regione dei laghi, sia la laguna (lambita da calme e calde acque della laguna di Araruama), l'oceano (lambita dalle acque blu del gelido Oceano Atlantico). Principali spiagge della città sono:
- Hawk Beach - spiaggia calma e calda. Appartiene ad Araruama lago.

- Bearded Beach - spiaggia tranquilla, poco profondo e grande per il nuoto. Appartiene ad Araruama lago.
- Beach Hospice; - spiaggia calma pulito e buono per la pesca e la navigazione. Appartiene ad Araruama lago.

- Praia Pontinha; - largamente grande spiaggia, deserta, con la bici e pavimentazione; ottimo per escursioni a piedi. Appartiene ad Araruama lago.

- Praia Amores; - piccola spiaggia e molto bello. Appartiene ad Araruama lago.

- Praia Massambaba; - buona spiaggia per andare in barca, in barca o addirittura yacht. Appartiene ad Araruama lago.

- Praia Coqueiral -. Buon per pesca dalla spiaggia o il bagno. Appartiene ad Araruama lago.

- Praia Iguabinha - spiaggia ideale per nuotare con acque calme, sabbia bianca e freschi. Appartiene ad Araruama lago.

- Tooth Beach - spiaggia occupato con un sacco di onde, ideale per la navigazione e la balneazione. Spiaggia dell'oceano.

- Praia Seca - spiaggia occupato con un sacco di ghiaccio e le onde, ideale per il nuoto, surf e altri sport acquatici. Ocean Beach.

- Praia Pernambuca; - spiaggia affollata, ma che arriva quando formò piscine ideale per i bambini. Spiaggia dell'oceano.

- Praia Vargas; - oceano spiaggia più famosa e visitata Araruama. Ha una buona infrastruttura.

La laguna di Araruama si caratterizza per la sua elevata salinità (uno dei più grandi al mondo), e le sue acque calde, ideali per fare il bagno in ogni stagione. Negli ultimi anni, lo stagno è stato recuperato da un grave inquinamento si è verificato a causa di tenuta svolta nella Regione dei Laghi e la mancanza di consapevolezza ambientale di molti locali e turisti. Ultimamente, possiamo vedere la laguna recuperando le sue acque cristalline che una volta erano la sua icona principale. Inoltre è possibile fare il bagno nelle sue acque ancora.

## Distretti
Araruama ha cinque distretti. Tra questi, tre sono urbana: (Araruama, Praia Seca e Iguabinha) e due sono rurale: (Morro Grande e San Vincenzo).
Araruama (Direzione Distrettuale): Si caratterizza per la grande concentrazione di edifici, istituzioni sanitarie, istituti di studio, chiese e centri di intrattenimento. Insieme con le sedi del distretto di Cabo Frio è il principale centro commerciale della regione dei laghi. È noto anche per le sue spiagge pulite e calma, come si arriva Orla Center e Beach, in zona Pontinha che è vicino.
Morro Grande Secondo Distretto: il distretto è caratterizzato dalla produzione rurale e ha la più grande Araruama giurisdizione.
S. Vincenzo de Paoli Terzo Distretto: un quartiere di espansione, si caratterizza anche per la produzione di prodotti rurali.
Praia Seca Quarto Distretto: Il distretto si caratterizza per il suo grande potenziale turistico, che sono le principali spiagge oceaniche del comune e anche la maggior parte delle case di vacanza. Caratterizzato anche dalla produzione del sale.
Iguabinha Quinto Distretto: Si tratta di un quartiere ben noto del comune, ci sono anche una gran parte di case e appartamenti vacanze ed è ancora in fase di sviluppo. Ospita anche alcune delle più belle spiagge della contea ogni anno, soprattutto durante il Carnevale attira migliaia di turisti.

## Parchi e Piazze
Piazza Giovanni elio
Piazza della Bibbia
Scuola di Piazza
Piazza Evento
Exhibition Piazza
Piazza Antônio volpe
Bandiera Piazza
Piazza St. Vincent
Piazza Mataruna
Sports Center Bearded